# یوست سئو
یوست سئو (به انگلیسی: Yoast SEO) یک افزونه وردپرس برای بهینه‌سازی موتورهای جستجو (سئو) در سیستم مدیریت محتوا وردپرس است. این افزونه بیش از ۵ میلیون نصب فعال و بیش از ۲۰۲ میلیون بار تا به حال دریافت شده است.

## تاریخچه
افزونه یوست سئو اولین افزونه وردپرس خود را سال ۲۰۰۷ با نام WordPress SEO منتشر کرد و در سال ۲۰۱۲ نام افزونه خود را به یوست سئو تغییر داد و در همان سال نسخه حرفه‌ای آن را منتشر کرد. در سال ۲۰۱۵ کنفرانس YoastCon را در فرهنگستان Lindenberg Nijmegen در نایمخن هلند میزبانی کرد. در سال ۲۰۱۵ در نسخه ۱٫۷٫۳٫۳ این افزونه باگ امنیتی کشف شد که باعث نفوذپذیری سایت‌های وردپرس می‌شد. تا سال ۲۰۱۸ گردش مالی افزونه یوست سئو ۱۰ میلیون یورو برآورد شده است. این افزونه یکی از محبوب‌ترین افزونه‌های سئو سایت‌های وردپرسی در ایران می‌باشد. این افزونه یک افزونه مکمل به نام یوست سئو پرمیوم هم دارد که رایگان نیست.

## امکانات
افزونه یوست سئو یکی از محبوب‌ترین افزونه‌های سئو برای وردپرس است که به کاربران کمک می‌کند تا وب‌سایت‌های خود را بهترین شکل ممکن بهینه کنند. در زیر به برخی از امکانات این افزونه اشاره می‌کنم:
1. بهینه‌سازی عنوان و توضیحات متا: این افزونه به شما اجازه می‌دهد تا عنوان و توضیحات متا (meta title و meta description) هر صفحه یا نوشته را بهینه‌سازی کنید تا جلب توجه موتورهای جستجو و کاربران را افزایش دهید.
2. بهینه‌سازی تصاویر: یوست سئو به شما این امکان را می‌دهد که متن جایگزین (alt text) تصاویر را بهینه‌سازی کنید که می‌تواند در بهبود رتبه‌بندی در نتایج جستجو کمک کند.
3. تنظیم کلمات کلیدی: شما می‌توانید کلمات کلیدی مهم را برای هر صفحه یا نوشته مشخص کنید و یوست سئو به شما نشان می‌دهد چگونه می‌توانید از آن‌ها بهینه‌سازی کنید.
4. تحلیل محتوا: این افزونه به شما امکان می‌دهد محتوایتان را تحلیل کنید و پیشنهاداتی برای بهبود آن ارائه می‌دهد، از جمله طول متن، تکرار کلمات کلیدی و…
5. سیستم نقشه سایت XML: یوست سئو به‌طور خودکار نقشه سایت XML برای وب‌سایت شما ایجاد می‌کند که موتورهای جستجو را در فرایند ایندکس کردن کمک می‌کند.
6. تنظیمات ریدایرکت: شما می‌توانید به سادگی صفحات را به سایر صفحات هدایت کنید یا ریدایرکت‌های ۳۰۱ تعیین کنید.
7. تنظیمات ارتقاء امتیاز خوانایی: این امکان به شما کمک می‌کند تا مطمئن شوید که محتوایتان برای خوانندگان بهینه است.
8. امکانات اجتماعی: شما می‌توانید تصاویر و توضیحات متا خاصی برای شبکه‌های اجتماعی تنظیم کنید که در هنگام به اشتراک گذاری لینک‌ها نمایش داده می‌شوند.
9. پیگیری وضعیت نمایه‌بندی: این افزونه به شما امکان می‌دهد وضعیت نمایه‌بندی صفحات را بررسی کنید و پیشنهادها برای بهبود آن‌ها را ببینید.
10. پشتیبانی از Schema Markup: این امکان به شما کمک می‌کند تا اطلاعات ساختاری مهم را به موتورهای جستجو ارائه دهید.
11. امکانات پیشرفته: افزونه یوست سئو دارای تنظیمات پیشرفته‌ای است که به کاربران تجربه بیشتری در بهینه‌سازی وب‌سایت خود می‌دهد.
12. پشتیبانی از زبان‌های عبری و فارسی و کُردی برای تشخیص چگالی کلمات و محتوای صفحه[۶]

این فهرست تنها یک برخورد کلی با امکانات افزونه یوست سئو است. این افزونه دارای قابلیت‌های بسیار بیشتری است که به بهبود سئو وردپرس کمک می‌کنند.

## مزایا و معایب افزونه یواست سئو
یواست سئو همیشه بروز بوده و طبق قوانین و استاندارد های گوگل و سایر جستجوگر ها ساخته شده است. اما هر افزونه از مزایا و معایبی بر خورد دار است و باید کاربران طبق تجربه قبلی به کاربران جدید این موضوع را انتقال دهند تا در انتخاب افزونه بیشتر کنکاش کنند.

مزایای افزونه Yoast SEO
- سبک بودن افزونه در زمان استفاده
- بروز بودن الگوریتم های افزونه با جستجوگر ها
- به دور از تنظیمات اضافی
- نداشتن گزینه های اضافی برای سر درگم کردن کاربر

رابط کاربری آسان
- دارای سایت مپ سالم و آپدیت
- ایجاد نکردن اختلال در کد های سایت

### معایب پلاگین Yoast SEO
تا به این زمانی که سایت های بسیار زیادی از این افزونه استفاده کرده اند معایبی دیده نشده است چون افزونه بسیار به روز است و با کوچک ترین تغیرات در الگوریتم های موتور های جستجوگر پلاگین Yoast SEO خود را بروز نگه می‌دارد. سایت های بزرگ ایرانی و خارجی از این افزونه سالهاست استفاده می‌کنند و مشکلاتی گذارش نشده است که بتوان به عنوان عیب حساب کرد.

## روش کار
افزونه یوست سئو به مدیران سایت‌های طراحی شده با وردپرس اجازه می‌دهد تا سایت خود را مطابق با آخرین الگوریتم‌های موتورهای جستجوگر سازگار کنند. شاید بزرگ‌ترین دلیل محبوبیت این افزونه سادگی در عملکرد آن باشد، البته آموزش‌های افزونه یوست سئو به زبان فارسی بسیار تولید شده که می‌توانید با کمی مطالعه از نحوه کار این افزونه باخبر شوید.

اما به‌طور کلی شما بعد از نصب و فعال‌سازی این افزونه می‌توانید به بخش‌های مختلف سایت خود تنظیمات مربوط به سئو را اضافه کنید و برای سایت خود از متا تگ‌های مناسب مثل عنوان متا، توضیحات متا اضافه کنید که تأثیر خوبی روی بهبود جایگاه شما در موتورهای جستجو دارد.

## اسپانسرینگ
در سپتامبر سال ۲۰۲۰ شرکت یوست تصمیم گرفت که از تیم بسکتبال حرفه‌ای در شهر گلدرلند هلند حمایت مالی کند. تیمی به نام یوست یونایتد در لیگ بسکتبال هلند (DBL) بازی خواهد کرد.